# In odium fidei

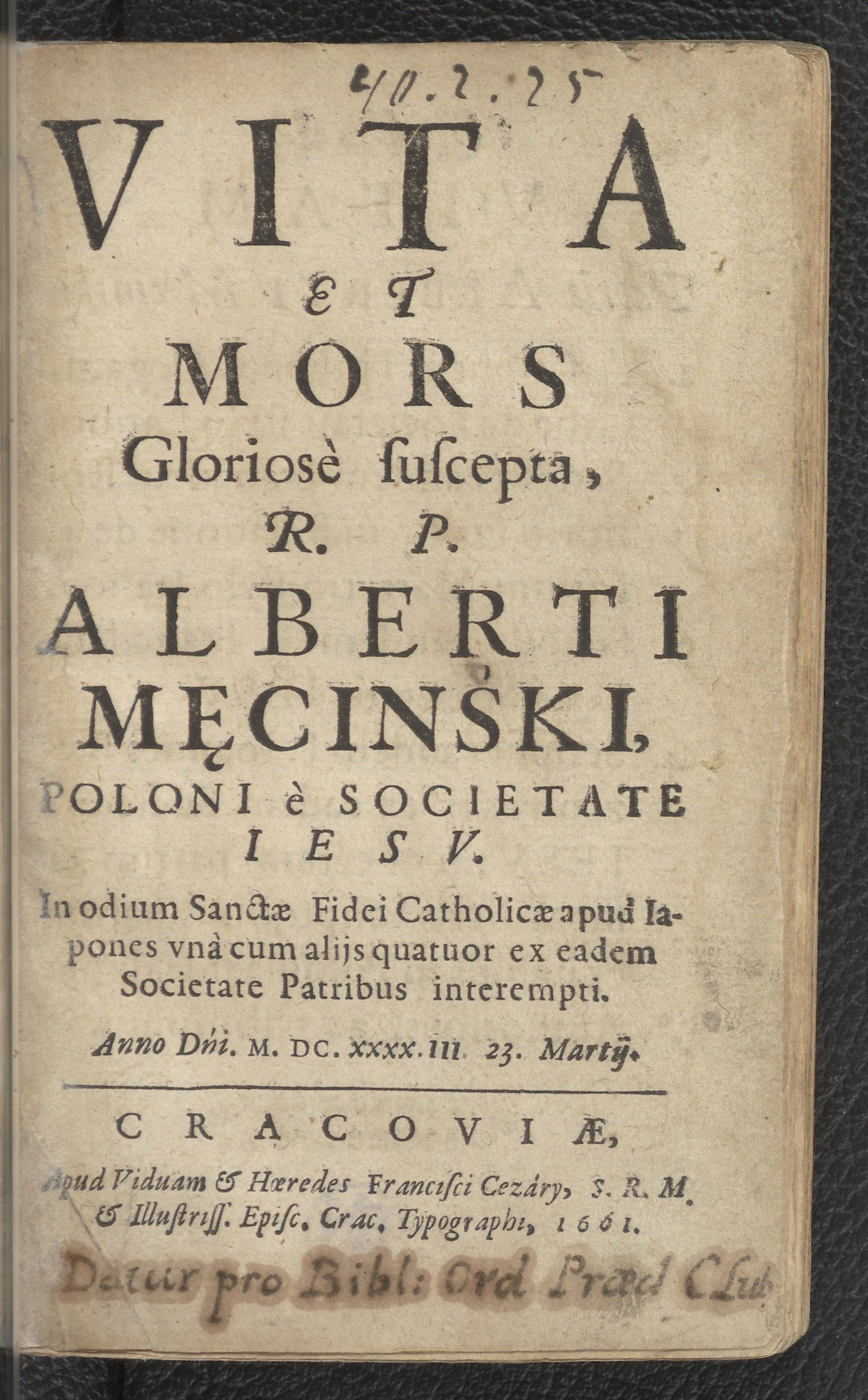
Frontespizio di un testo sulla vita di Wojciech Męciński (Alberto Polacco), che riporta la locuzione estesa «in odium sanctae fidei catholicae»

In odium fidei è una locuzione latina che può essere tradotta in italiano come "In odio alla fede".
Tale termine viene utilizzato dalla Chiesa cattolica nelle cause di beatificazione quando l'uccisione di un suo seguace sia avvenuto "in odio alla fede", ovvero che un non cattolico abbia ucciso un fedele cattolico per questioni di fede.